# Pararhophites clavator
Pararhophites clavator är en biart som först beskrevs av Morawitz 1876.  Pararhophites clavator ingår i släktet Pararhophites och familjen buksamlarbin. Inga underarter finns listade i Catalogue of Life.